# ولادیمیر اسوتیلکو
ولادیمیر اسوتیلکو (روسی: Владимир Кириллович Светилко؛ ۲۸ سپتامبر ۱۹۱۵ – ۲۸ مارس ۱۹۹۶) وزنه‌بردار اهل روسیه بود.
وی در مسابقات کشوری و بین‌المللی در مجموع برندهٔ ۱ مدال طلا، ۱ مدال نقره، ۱ مدال برنز شده‌است.